# ویرجیلیو ماروسو

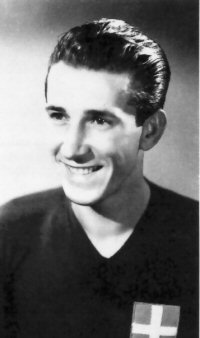
ویرجیلیو ماروسو

ویرجیلیو ماروسو (به ایتالیایی: Virgilio Maroso) بازیکن فوتبال و اهل ایتالیا است که از سال ۱۹۴۵ میلادی عضو تیم ملی فوتبال ایتالیا بوده و در ۷ بازی ملی حضور داشته‌است. او در بازی‌های ملی‌اش ۱ گل به ثمر رساند.
ویرجیلیو ماروسو آخرین بازی ملی خود را در سال ۱۹۴۹ میلادی انجام داد.